# Пода (Гацко)
Пода је насељено мјесто у општини Гацко, Република Српска, БиХ. Према попису становништва из 1991. у насељу је живјело 10 становника.

## Становништво
| Демографија | Демографија | Демографија |
| Година      | Становника  | Становника  |
| ----------- | ----------- | ----------- |
| 1961.       | 41          |             |
| 1971.       | 31          |             |
| 1981.       | 29          |             |
| 1991.       | 10          |             |